# 陳玉貞
陳玉貞，(1958年—），筆名娃娃，台灣花蓮人，台灣女作詞人、唱片監製、藝人經理、版權經紀、音樂創作人。

## 生平
1981年在中國文化大學唸大三時，詩詞作品在因緣際會下，被學長拿去譜曲成為後來蔡琴演唱的《相思雨》一曲成為第一首公開發行的作品。至今超過八百首填詞作品，亦曾多次獲得金馬獎、金曲獎等入圍及音樂獎項。

## 作品
- 費玉清《一翦梅》（曾獲金曲獎前身「好歌大家唱」比賽[2]最佳歌詞獎）《忘情天涯》《愛是一個圓》
- 譚詠麟《把我的愛留給你》《愛情玩偶》《水中花》《愛在深秋》《魔法愛情》《他們對我說起你》《瑪麗安》《難捨難分》《夜未央》《忘情都市》《不滅的愛》《永遠年輕的情人》《楊花》
- 陶喆《飛機場的10:30》《愛，很簡單》《沙灘》《十七歲》《望春風》《王八蛋》《是是非非》《流沙》《心亂飛》《再見以前先說再見》《普通朋友》《天天》《黑色柳丁》《Dear God》《Angel》《討厭紅樓夢》《蝴蝶》《宮保雞丁》《Melody》《月亮代表誰的心》《二十二》《My Anata》《搖籃曲》《今天沒回家》《我喜歡》《寂寞的季節》《Runaway》《Catherine》《就是愛妳》《愛我還是他》《Sula 與 Lampa 的寓言》《她的歌》《愛是個什麼東西》《禱告良辰歌》《忘不了》《太美麗》《那一瞬間》《自導自演的悲劇》《祝妳幸福》《似曾相識》《今天妳要嫁給我》《暗戀》《關於陶喆》《請繼續, 任性》《中國姑娘》《誰的奧斯卡?》《你的歌》《桂冠英雄》《一念之間》《愛是凝望又離開》《黑色星期二》《Mars Baby》《全世界會唱的歌》《星心》《讓愛再繼續》《Lonely is the Night》(大部份歌曲為與陶喆合作填詞)
- 周華健《花旦》《你現在還好嗎》
- 伍思凱《我真的很不錯》
- 陳盈潔《海海人生》
- 張國榮《拒絕再玩》《失散的影子》《愛的狂徒》
- 張學友《二人世界》《狂傲》《在清晨道別離》《沉默的眼睛》《愛情龐克》《似曾相識》《故事》《晚安・吾愛》《愛情的賭徒》《左右為難》《想和你去吹吹風》
- 張鎬哲《小情人》《男人錯的多》《離別酒》《放你在心上》《愛定了》《恰恰和曼波》《如果再回到從前(又名《再回到從前》)》
- 黎明《深秋的黎明》《反正事情就這樣》《淡入淡出》
- 陳淑樺《等待風起》《春去春又回》《光的樓梯》《魔力》《不做情人，不做朋友》《拔河》《Kiss & Tell》
- 葉璦菱《讓我醉，別讓我心碎》
- 蔡健雅《好無聊》
- 順子《我的朋友Betty Su》
- 張靚穎《花開的聲音》《那不会是爱吧》《黑夜里的光》《我的音乐让我说》《为难》《孩子的眼睛》《我的路》
- 陳奕迅《學會愛》
- 方大同《每天每天》《關於愛的定義》
- 羅文《塵緣》
- 彭佳慧《相見恨晚》
- 殷正洋《情海》
- 庾澄慶《自在》
- 童安格《一個人去旅行》《晚宴》
- 蘇芮《北西南東》
- 孟庭葦《喜歡自己》
- 關詩敏《魔法愛情》《想飛》
- 杜德偉《你知道這男人愛你嗎》
- 張信哲《彩色的我》
- 陳冠希《故意》
- 吳雨霏《南方的風》《愛過一場》
- 周笔畅《别爱我 像爱个朋友》
- 楊千嬅《堅強女人心》
- 王若琳《迷宮》《有你的快樂》《Now》《因為你愛我》
- 薛凱琪《天生一對》
- GAI周延《一半一半》